# Клузик-Ростковская, Йоанна
Йоанна Клюзик-Ростковская (пол. Joanna Kluzik-Rostkowska, род. 14 декабря 1963, Катовице) — польский политик и член Сейма от «Гражданской платформы». Она была избрана от партии «Право и справедливость» в 2007 году, но в 2010 году возглавила отколовшуюся группу, сформировавшую более либеральную партию «Польша важнее всего». Она вышла из партии в июне 2011 года и присоединилась к «Гражданской платформе». В ноябре 2013 года, после перестановок в кабинете министров, проведённых премьер-министром Дональдом Туском, Клюзик-Ростковская была назначена главой Министерства национального образования.

## Ранний период жизни
Йоанна Клюзик-Ростковская родилась 14 декабря 1963 года в Катовице, Польша. Она окончила Варшавский университет со степенью магистра журналистики и политологии. В 1989 году она присоединилась к Tygodnik Solidarność, став членом политического отдела газеты, а затем перешла в Express Wieczorny, стала редактором газеты и привлекла внимание Леха Качиньского, который тогда был главой президентской канцелярии. В 1996 году Клюзик-Ростковская вступила в ряды Wprost, став политическим корреспондентом. Позже, в 2000 году, она начала работать в журнале Nowe Pastwo. С 2001 по 2004 год она работала в женском ежемесячном журнале Przyjacióka.

## Политическая карьера
В 2004 году Клюзик-Ростковская вошла в состав муниципальной бюрократии Варшавы, став главным специалистом пресс-службы мэрии. Качиньский, ныне избранный мэром Варшавы, позже назначил Клюзик-Ростковскую главой мэрского отдела по работе с женщинами и семьями. Будучи членом партии «Право и справедливость», Клюзик-Ростковская баллотировалась в Сейм на парламентских выборах 2005 года, но не была избрана. Тем не менее она вошла в правительство нового премьер-министра Казимежа Марцинкевича, который сделал её заместителем главы министра труда и социальной политики. Прежде чем присоединиться к министерству, Клюзик-Ростковская в интервью средствам массовой информации выразила поддержку экстракорпорального оплодотворения, что побудило одного из младших партнёров правительства по коалиции, Лигу польских семей, пригрозить коалиции отказом от своей поддержки. Однако Лиге не удалось заблокировать выдвижение Клюзик-Ростковской, которая впоследствии стала главой комиссии министерства по вопросам равного статуса мужчин и женщин.
С августа по ноябрь 2007 года Клюзик-Ростковская занимала пост министра труда и социальной политики при правительстве премьер-министра Ярослава Качиньского. Клюзик-Ростковская заменила министра самообороны Анну Калату во время перестановок в кабинете министров после выхода партии «Самооборона» из правительства, возглавляемого «Правом и справедливостью». Несмотря на поражение правительства Качиньского на парламентских выборах 2007 года, Клюзик-Ростковская была избрана в Сейм.
В 2010 году Клюзик-Ростковская возглавляла предвыборную кампанию Ярослава Качиньского во время президентских выборов 2010 года под названием «Польша важнее всего». Будучи ведущей умеренной партией, она была исключена из партии «Право и справедливость» после того, как намекнула на свою кандидатуру на пост руководителя партии «в случае необходимости». Уйдя, она вместе с другими диссидентами «Права и справедливости», включая представителей Сейма Эльжбету Якубяк и Павла Понцилюша, а также депутатов Европарламента Адама Билана и Михала Каминьского, основала новую политическую группировку «Польша важнее всего».
Она ушла из руководства партии 5 июня 2011 года, что породило слухи о том, что она вообще покинула партию, чтобы присоединиться к «Гражданской платформе». После своего перехода в ряды «Гражданской платформы» Клюзик-Ростковская описала свое решение как шаг к тому, чтобы «сделать все, чтобы гарантировать, что „Закон и Справедливость“ не вернутся к власти». На парламентских выборах 2011 года она была переизбрана в Сейм как член «Гражданской платформы», представляя Рыбник.
В ноябре 2013 года премьер-министр Дональд Туск назначил Клузик-Ростковскую следующим министром национального образования, заменив Кристину Шумилас.